# Finnö, Geta
Finnö är en by och en halvö i Geta på Åland. Byn har 26 invånare (2017).
Finnö gränsar i väster till Isaksöfjärden och öarna Hällö, Isaksö och Andersö. I norr till Bonäsfjärden och Dånö. I nordost till Bonäs, sydost till Olofsnäs och i söder till Kalvfjärden och Snäckö.

## Befolkningsutveckling
| Befolkningsutvecklingen i Finnö 2000–2015 | Befolkningsutvecklingen i Finnö 2000–2015 | Befolkningsutvecklingen i Finnö 2000–2015 | Befolkningsutvecklingen i Finnö 2000–2015 | Befolkningsutvecklingen i Finnö 2000–2015 |
| ----------------------------------------- | ----------------------------------------- | ----------------------------------------- | ----------------------------------------- | ----------------------------------------- |
|                                           |                                           |                                           |                                           |                                           |
| År                                        |                                           |                                           | Folkmängd                                 |                                           |
| 2000                                      | 2000                                      |                                           | 49                                        |                                           |
| 2005                                      | 2005                                      |                                           | 43                                        |                                           |
| 2010                                      | 2010                                      |                                           | 37                                        |                                           |
| 2015                                      | 2015                                      |                                           | 27                                        |                                           |